# تشارلز برانتلي أيكوك
تشارلز برانتلي أيكوك هو محامي ومدرس وسياسي أمريكي، ولد في 11 نوفمبر 1859 في مقاطعة وين في الولايات المتحدة، وتوفي في 4 أبريل 1912 في ألاباما في الولايات المتحدة بسبب نوبة قلبية. نشط حزبياً في الحزب الديمقراطي. وقد انتخب حاكم كارولينا الشمالية ‏ (15 يناير 1901 – 11 يناير 1905).